# بئر حديجانة (القطن)
'

تعديل مصدري - تعديل

بئر حديجانة هي إحدى قرى عزلة القطن بمديرية القطن التابعة لمحافظة حضرموت، بلغ تعداد سكانها 46 نسمة حسب تعداد اليمن لعام 2004.